# Communauté de communes du Civraisien
La  Communauté de communes du Civraisien  est une ancienne communauté de communes française, située dans le département de la Vienne et la région Poitou-Charentes.
Au 1er janvier 2014, une nouvelle communauté de communes est créée regroupant celle du Pays Charlois et celle du Civraisien : la Communauté de Communes des Pays Civraisien et Charlois.

## Composition
Elle était composée des 12 communes suivantes :
| Nom                     | Code Insee | Gentilé          | Superficie (km2) | Population (dernière pop. légale) | Densité (hab./km2) |
| ----------------------- | ---------- | ---------------- | ---------------- | --------------------------------- | ------------------ |
| Civray (siège)          | 86078      | Civraisiens      | 8,70             | 2 745 (2014)                      | 316                |
| Blanzay                 | 86029      | Blanzéens        | 35,45            | 794 (2014)                        | 22                 |
| Champagné-le-Sec        | 86051      | Champenois       | 7,99             | 215 (2014)                        | 27                 |
| Champniers              | 86054      | Camponégriens    | 20,03            | 348 (2014)                        | 17                 |
| Linazay                 | 86134      | Linazéens        | 9,14             | 220 (2014)                        | 24                 |
| Lizant                  | 86136      | Lizantais        | 16,95            | 424 (2014)                        | 25                 |
| Saint-Gaudent           | 86220      | Saint-Gaudentais | 11,76            | 302 (2014)                        | 26                 |
| Saint-Macoux            | 86231      | Macouins         | 10,68            | 475 (2014)                        | 44                 |
| Saint-Pierre-d'Exideuil | 86237      | Exidoliens       | 19,32            | 725 (2014)                        | 38                 |
| Saint-Saviol            | 86247      | Saint-Saviolais  | 10,81            | 521 (2014)                        | 48                 |
| Savigné                 | 86255      | Savignéens       | 36,35            | 1 364 (2014)                      | 38                 |
| Voulême                 | 86295      | Voulêmois        | 11,12            | 378 (2014)                        | 34                 |

## Compétences
- Collecte des déchets des ménages et déchets assimilés
- Protection et mise en valeur de l'environnement
- Action sociale
- Création, aménagement, entretien et gestion de zone d'activités industrielle, commerciale, tertiaire, artisanale ou touristique
- Action de développement économique (Soutien des activités industrielles, commerciales ou de l'emploi, Soutien des activités agricoles et forestières...)
- Tourisme
- Activités culturelles ou socioculturelles
- Activités sportives
- Transport scolaire
- Schéma de secteur
- Constitution de réserves foncières
- Création, aménagement, entretien de la voirie
- Signalisation
- Politique du logement social et non social
- Action en faveur du logement des personnes défavorisées par des opérations d'intérêt communautaire
- Opération programmée d'amélioration de l'habitat (OPAH)
- NTIC (Internet, câble...)

## Autres adhésions
- Syndicat interdépartemental mixte pour l'équipement rural

## Histoire
Date arrêté : 23/12/1992
Date effet : 31/12/1992

## Administration
| Période                                  | Période  | Identité              | Étiquette | Qualité            |
| ---------------------------------------- | -------- | --------------------- | --------- | ------------------ |
| ????                                     | en cours | Jean-Olivier Geoffroy |           | Conseiller général |
| Les données manquantes sont à compléter. |          |                       |           |                    |